# Kotarice
 Kotarice falu Horvátországban Krapina-Zagorje megyében. Közigazgatásilag Sveti Križ Začretjéhez tartozik.

## Fekvése
Zágrábtól 28 km-re északra, községközpontjától 5 km-re délkeletre a Horvát Zagorje területén fekszik..

## Története
A településnek 1857-ben 137, 1910-ben 243 lakosa volt. Trianonig Varasd vármegye Krapinai járásához tartozott. A településnek 2001-ben 137 lakosa volt.

## Külső hivatkozások
Sveti Križ Začretje község hivatalos oldala